# Being Human (US-amerikanische Fernsehserie)
Being Human ist eine US-amerikanische Fernsehserie des Kabelsenders Syfy um eine übernatürliche Wohngemeinschaft. Es handelt sich um ein Remake der britischen Version des Senders BBC Three. Die US-Version besteht aus vier Staffeln mit insgesamt 52 Episoden. Während die Ausstrahlung in den Vereinigten Staaten auf Syfy am 17. Januar 2011 begann, feierte sie auf dem österreichischen Sender ATV am 5. Januar 2012 Premiere. In Deutschland fand die Ausstrahlung ab dem 16. August 2012 auf sixx und ab dem 1. August 2013 auf Syfy statt.

## Handlung
Die beiden Freunde Aidan und Josh haben ein Geheimnis: Aidan ist ein Vampir und Josh ein Werwolf. Um normaler zu erscheinen, beschließen sie, zusammen in eine WG zu ziehen, doch ihr Haus ist bereits von einem Geist namens Sally besetzt. So unterstützen sich die drei übernatürlichen Wesen gegenseitig dabei, ein menschliches Leben zu führen, auch wenn ihre Freundschaft dabei immer wieder auf die Probe gestellt wird.

### Staffel 1
Der in Boston lebende Aidan ist ein über 200 Jahre alter Vampir, der versucht, ein so menschliches Leben wie möglich zu führen. Er hat sich von seinem Schöpfer Bishop abgewandt und ernährt sich ausschließlich von Blutkonserven, zu welchen er als Pfleger in einem Krankenhaus leichten Zugang hat. Trotzdem passiert es, dass er bei einem Date mit seiner Kollegin Rebecca diese versehentlich tötet. Sein Freund Josh ist ein Werwolf und hat es satt, einmal im Monat als unkontrollierbare gewalttätige Bestie durch den Wald zu laufen. So beschließen die beiden, um sich gegenseitig dabei zu unterstützen, ein menschlicheres Leben zu führen, gemeinsam in eine Wohnung zu ziehen. In dieser treffen sie kurz nach ihrem Einzug einen Geist namens Sally an, die ein halbes Jahr zuvor verstorben ist und seitdem in diesem Haus festsitzt. So leben Vampir, Werwolf und Geist gemeinsam unter einem Dach.
Aidan bekommt schnell Probleme durch Rebeccas Ermordung, da sein Schöpfer Bishop sie nicht beseitigt, sondern in einen Vampir verwandelt hat. Aidan versucht seinen Fehler wieder gut zu machen, indem er sie dabei unterstützen will, „vegetarisch“ zu leben, was Rebecca jedoch ablehnt. Auch möchte Bishop ihn durch Rebecca wieder zu seinem Clan zurückbringen.
Josh lernt den Werwolf Ray kennen, der ihm viel über sein Leben als Wolf beibringt. Er bemerkt zunächst nicht, dass er dabei negativ von Ray beeinflusst wird. Bei einem Streit stellt sich heraus, dass es Ray war, der Josh zwei Jahre zuvor in einen Werwolf verwandelt hat. Josh ist schockiert und schwört, nie so zu werden wie sein Schöpfer.
Sally versucht mit ihrem „Leben“ als Geist klarzukommen und lernt nach und nach mit Hilfe anderer Geister, wie sie das Haus verlassen kann. Es gibt für jeden Geist eine Tür ins Jenseits, die erst erscheint, wenn alle Dinge auf Erden erledigt sind. Schnell nutzt Sally ihre neuerlernten Fähigkeiten, um ihrem Verlobten Danny nahe zu sein. Sie erfährt, dass dieser mit ihrer früheren besten Freundin Bridget anbändelt. Schließlich stellt sich heraus, dass sie nicht durch einen versehentlichen Treppensturz gestorben ist, sondern von Danny ermordet wurde.
Währenddessen lernt Josh die Krankenschwester Nora kennen. Aufgrund seines Fluchs will er die Beziehung zu ihr langsam angehen, was zu Startschwierigkeiten führt.
Bei dem Besuch der Vampirältesten versucht Bishop, Aidan endgültig zurück auf seine Seite zu ziehen. Er veranstaltet einen Werwolfkampf, für den er Josh kidnappt, da er weiß, dass dieser Aidans bester Freund ist. Josh kann den ersten Kampf zwar gewinnen, bleibt jedoch gefangen für einen weiteren Zweikampf. Um diesen zu verhindern, willigt Aidan ein, sich Bishop wieder anzuschließen. Da dieser Angst hat, dass die Ältesten ihn töten wollen, verübt er einen Anschlag auf sie. Aidan geht dazwischen und rettet den Wichtigsten der Ältesten, Hegeman, wobei er Hilfe von Rebecca bekommt. Diese erkennt, dass sie nicht weiter als Vampir leben will, und überredet Aidan, sie zu töten.
Nachdem Josh wieder freigelassen wurde, sagt Nora ihm, dass sie schwanger sei. Nora schöpft zudem Verdacht, folgt ihm in einer Vollmondnacht in den Keller und sieht dort seine Verwandlung und Werwolfgestalt. Dabei erleidet sie eine Fehlgeburt, da auch der Fötus in ihr sich verwandelt. Josh erzählt ihr von seinem Zusammenstoß mit Ray, der ihn nur durch einen Kratzer in einen Werwolf verwandelte. Nora ist froh, dass sie endlich sein Geheimnis kennt, enthält ihm aber vor, dass er sie vor seiner endgültigen Verwandlung im Keller selbst verletzt hat.
Nachdem Sally nun die wahren Umstände ihres Todes kennt, verfolgt sie Danny und versucht, ihm das Leben zur Hölle zu machen. Er holt sich daraufhin eine Exorzistin zu Hilfe, um Sally endgültig zu vertreiben. Sally kann dies zunächst verhindern; Danny zündet das Haus an und wird von Sally in den Flammen festgehalten. Aidan und Josh kommen noch rechtzeitig hinzu und können den Brand löschen. Sie zwingen Danny, der Polizei die Brandstiftung und die Schuld an Sallys Tod zu gestehen, woraufhin er festgenommen wird.
Als die drei zusammen im Haus sitzen, erscheint Sallys Tür. Bevor sie hindurchgehen kann, stürmt Bishop durchs Fenster herein und rammt Aidan einen Pflock in die Brust. Josh bringt ihn zusammen mit Nora ins Krankenhaus, wo sie ihn retten und für seinen finalen Kampf gegen Bishop bereitmachen. Mit Joshs und Sallys Hilfe schafft es Aidan, Bishop zu enthaupten.

### Staffel 2
Nachdem zunächst Aidan die Macht über die Vampire in Boston übertragen werden sollte, erscheint bei einer Versammlung das Vampiroberhaupt „Mutter“ und verkündet, dass nicht er, sondern ihre Tochter Suren die Macht über Boston haben solle. Jedoch bekäme er seine Freiheit, wenn er ihr als rechte Hand helfen würde, Boston von Bishops unerlaubt verwandelten Vampiren zu reinigen.
Währenddessen steht Josh eine weitere Verwandlung zum Werwolf bevor und er lässt sich von Nora in den Wald fahren. Nora ist selbst voller Angst, dass die Verletzung, die Josh ihr bei seiner letzten Verwandlung zugefügt hat, sie nun selbst zu einem Werwolf gemacht hat. Zunächst sieht alles danach aus, als habe der Fluch sie nicht getroffen, doch dann beginnt auch sie sich zu verwandeln. Während sie wie Josh nun als unkontrollierbarer Wolf durch den Wald jagt, tötet sie Hegeman, welcher den beiden gefolgt war, um im Auftrag von Mutter Josh zu erschießen.
Sally hingegen wird, seit sie ihre Tür verpasst hat, von einem mysteriösen Schatten verfolgt. Gleichzeitig erfährt sie über einen alten Schulfreund namens Stevie, der mittlerweile selbst ein Geist ist, wie man in den Körper eines Menschen eindringen und ihn übernehmen kann. So übernimmt sie ein paarmal den Körper der Freundin eines Arztes aus dem Krankenhaus und beginnt so eine Affäre mit ihm. Als es ihr einmal nur mit Mühe gelingt, wieder aus dem Körper herauszukommen, lässt sie davon ab.
Nachdem Josh erfahren hat, dass er Nora zu einem Werwolf gemacht hat, verspricht er ihr, nach einem Gegenmittel zu forschen, um sie und auch sich selbst von dem Fluch zu befreien. Während seiner Forschungen trifft er auf die Zwillinge Connor und Brynn, die ebenfalls Werwölfe sind. Doch im Gegensatz zu Josh wurden sie als Werwölfe geboren und versuchen mit Hilfe seiner Forschungen eine Möglichkeit zu finden, immer ein Werwolf zu sein. Nora hingegen findet langsam Gefallen an ihrem Werwolfdasein und lässt sich dabei von den Zwillingen beeinflussen, während sie sich von Josh immer mehr abwendet. In einer Vollmondnacht bringt sie schließlich zusammen mit Connor und Brynn ihren gewalttätigen Ex-Freund um.
Zwischen Aidan und Suren entflammt langsam erneut ihre Liebe zueinander. Suren war 85 Jahre lebendig begraben, weil ein Ausraster ihrerseits zu einem Massaker geführt hatte. Aus Angst, ihre Mutter könne sie wieder so bestrafen, tut sie alles, um sie nicht zu enttäuschen, und scheut dabei nicht, die Vampirwaisen brutal zu töten. Widerwillig bekommt sie dabei Unterstützung von Aidan, der unter den Vampirwaisen seinen Abkömmling Henry entdeckt.
Als Josh erfährt, dass Nora für den Tod ihres Ex-Freundes verantwortlich ist, versucht er alles, um den Verdacht von ihr abzulenken. Dabei holt er sich Hilfe der Polizistin Cecilia, die von Suren zu einem Vampir gemacht wurde, um fortan Bishops Position bei der Polizei zu übernehmen. Diese willigt ein, Josh zu helfen, jedoch nur wenn er ihr im Gegenzug Hegemans Mörder verrät. Um Nora zu schützen, behauptet er, Connor und Brynn seien für Hegemans Tod verantwortlich. Bei dem Versuch, die Zwillinge zu töten, wird Cecilia selbst von ihnen gefangen genommen.
Währenddessen macht Aidan sich auf die Suche nach Cecilia und erfährt schon bald von Conner, dass er und seine Schwester sie gefangen halten. Um sie zu befreien, soll er in der folgenden Vollmondnacht in den Wald kommen, wo sich später herausstellt, dass die Werwölfe zusammen mit Nora – und unfreiwillig auch Josh – eine Jagd auf Cecilia und Aidan veranstalten. Aidan schafft es sich zu retten, jedoch nicht Cecilia. Am anderen Morgen kehrt er zur Waldhütte zurück und erschießt den mittlerweile wieder zum Menschen gewordenen Conner. Nach diesem Ereignis verlässt Nora zusammen mit Brynn die Stadt.
Zur selben Zeit findet Sally heraus, was es mit dem mysteriösen Schatten auf sich hat. Es handelt sich um den Sensenmann. Er erklärt ihr, dass es seine Aufgabe ist, „überflüssige“ Geister zu holen, und dass er nun auch sie holen müsse, da sie damals ihre Tür nicht genommen hat. Jedoch gesteht er ihr, dass er sie mag und ungern holen möchte. Daher bietet er ihr seinen Job als Sensenmann an. Da Sally noch nicht ins Jenseits möchte, nimmt sie die Aufgabe zunächst an. Als sich herausstellt, dass sie dabei ihre Geisterfreunde töten muss, weigert sie sich. Stattdessen scheint nun der Sensenmann wie wild um sich zu morden und tötet auch Stevie und Nick. Sally bekommt Angst, dass sie nun bald selbst dran ist, bis sich herausstellt, dass sie selbst der Sensenmann ist, da sie durch das Verpassen ihrer Tür eine zweite – böse – Persönlichkeit entwickelt hat.
Nachdem Suren und Aidan ihre Aufgabe erledigt haben, kommt Mutter wieder zurück nach Boston, um ihren Erfolg zu begutachten. Doch statt Aidan seine Freiheit zu gewähren, wird er von ihr verbannt. Daraufhin bittet er Suren, mit ihm Boston zu verlassen. Sie stimmt zunächst zu und geht mit ihm, doch schon bald kehrt sie aus Angst wieder nach Boston zurück.
Josh fällt nach Noras Verschwinden zunächst in ein tiefes Loch, nähert sich jedoch schon bald seiner Ex-Verlobten Julia wieder an, die mittlerweile im selben Krankenhaus wie er arbeitet. Da Josh sie damals aufgrund seines Fluches einfach verlassen hat, sind beide zunächst skeptisch, doch letztlich lassen sie ihre Liebe zueinander neu aufleben. So beschließt Josh, auch ihr von seinem Werwolfdasein zu erzählen. Dabei ereignet sich eine Sonnenfinsternis und Josh erlebt unerwartet eine teilweise Verwandlung. Als Julia ihn sieht, läuft sie schockiert davon, wird dabei von einem Auto erfasst und stirbt.
Während dieser Sonnenfinsternis tauchen für einen kurzen Moment die Geister wieder auf, die Sally ermordet hat. Sie hat die Möglichkeit, mit Nick zu sprechen, der ihr erklärt, dass er im Limbus gelandet sei.
Kurz vor Julias Tod taucht Nora wieder in Boston auf. Sie bereut ihr Verhalten zutiefst und erklärt Josh, dass sie einen Weg gefunden hat, sie von dem Fluch zu befreien: er muss seinen Macher Ray töten. Dabei würde der Fluch nicht nur von ihm, sondern auch von Nora abfallen. Hin- und hergerissen, beschließt Josh schließlich, Ray für Nora zu töten. Mit Sallys Hilfe lockt er ihn in den Wald und es kommt schließlich zum Zweikampf. Plötzlich taucht Nora auf, die daraufhin sowohl von Ray als auch von Josh selbst aufgefordert wird, ihn zu töten, um sich zu befreien. Schließlich lösen sich zwei Schüsse; man sieht jedoch nicht, wer getroffen wurde.
Um den von ihr angerichteten Schaden wiedergutzumachen, beschließt Sally nun selbst in den Limbus zu gehen, um ihre Freunde da raus zu holen. Sie sucht einen Weg, dort hineinzukommen und sieht schließlich keine andere Möglichkeit, als sich selbst zu zerreißen, wobei ihre zweite Persönlichkeit endgültig zerstört wird.
Gleichzeitig beschließt auch Aidan, mit Henrys Hilfe Mutter umzubringen, damit er endlich mit Suren glücklich sein kann. Der ganze Plan läuft jedoch schief und sowohl Aidan als auch Henry werden gefangen genommen. Mutter befiehlt nun Suren, Aidan zu töten, um zu beweisen, dass sie ihrer Aufgabe gewachsen ist; diese bringt das nicht übers Herz und wird schließlich selbst von ihrer Mutter getötet. Außer sich vor Wut, greift Aidan Mutter an; er wird von den anderen anwesenden Vampiren weggezerrt und schließlich wie einst Suren lebendig begraben.
In dem nun völlig leeren Haus stellt sich wie von Geisterhand im Radio eine Frequenz ein. Sally versucht mit Josh und Aidan Kontakt aufzunehmen. Sie sagt, sie sei im Limbus angekommen, habe jedoch einen großen Fehler gemacht.

### Staffel 3
Die dritte Staffel spielt 15 Monate nach den Ereignissen der 2. Staffel. Sally ist immer noch im Limbus gefangen und Aidan noch lebendig begraben. Nora und Josh, der es mit Noras Hilfe geschafft hat Ray zu töten und nun kein Werwolf mehr ist, versuchen ihre Freunde zu finden und zu befreien. Deshalb suchten die beiden zahlreiche Hellseher auf, ohne jeglichen Erfolg, bis eine Hellseherin die beiden zu einer Hexe schickte. Mittels Blutmagie konnte diese Sally wieder zum Leben erwecken, weshalb diese kein Geist mehr ist. Unterdessen wurde Aidan ausgegraben. Sein Retter hatte aber etwas anderes im Sinn, denn auf Grund einer Grippe, die das Blut der Menschen verseucht, sterben die Vampire aus, weshalb der Mann Aidans reines Blut an die Vampire verkaufen möchte. Einer der Holländer rettet Aidan, um ihn mit den anderen zu „teilen“. Während der Autofahrt stirbt dieser jedoch, mit letzter Kraft rafft sich Aidan auf, und ruft Sally und Josh an, die ihn dann abholen. Nun ist das Trio wieder komplett.
Schließlich heiraten Josh und Nora. Sie sind überglücklich. Jedoch wird Josh in den Flitterwochen zu einem Werwolf, der sich nur bei Vollmond in einen Menschen zurückverwandelt. Sally hingegen wird von der Hexe Donna in eine fremde Dimension gezerrt. Aidan sieht derweil auf der Straße eine Frau die seiner ehemaligen Ehefrau äußerst ähnlich sieht.

### Staffel 4
Sally ist noch immer in der fremden Dimension gefangen, in der sie gemeinsam mit Donna ausharrt. Nora und Aidan kümmern sich derweil um Josh. Er ist immer noch ein Werwolf der sich nur bei Vollmond in einen Menschen verwandelt und möchte sich daher am liebsten selbst umbringen. Sally schafft es schließlich sich aus der fremden Dimension zu befreien. Mit Hilfe ihrer neu hinzugewonnenen Zauberkraft schafft sie es, Josh in einen Menschen zurückzuverwandeln. Doch ihre Zauber haben ihren Preis. So wird Sally durch jeden ausgeführten Zauber in die Zeit zurück geschleudert. Eines Tages taucht sie schließlich in den 70er Jahren auf. Dort erlebt sie die Opferung und Ermordung eines Mädchens. Da sie deren Namen nicht weiß, nennt sie das Mädchen von nun an Lil Smokie. Als Sally wieder in ihrer eigenen Zeit zurück ist, möchte sie unbedingt herausfinden, wer Lil Smokie war und ob sie noch etwas für diese tun kann. Schließlich trifft Sally auf Beatrice Benson, die behauptet, dass sie Lil Smokie gewesen sei. Die Opferung und Ermordung scheint es nie gegeben zu haben.
Einige Zeit später wird Sally nach einem mächtigen Zauber ins Jahr 2010 versetzt. Sie ist noch ein Mensch, kurz davor von Danny die Treppe hinunter gestoßen zu werden. Sally beschließt ihre Geschichte zu ändern, wehrt sich gegen Danny und schmeißt ihn aus dem Haus. Kurz darauf macht sie sich auf die Suche nach Aidan und Josh, damit diese bei ihr einziehen. Sally und Aidan verlieben sich ineinander und führen eine Liebesbeziehung. Ihr Eingreifen jedoch hat weitere Abweichungen von der ursprünglichen Zeitlinie zur Folge. So wird, statt Nora, sie selbst zum Werwolf, Josh und Nora werden aufgrund der fehlenden Verbindung kein Paar, Nora heiratet einen Arzt und entwickelt eine Tablettenabhängigkeit. Josh fühlt sich einsam und verlassen. Danny umgarnt Bridget und tötet sie letztlich auf ähnliche Weise wie einst Sally. Josh und Aidan geraten in einen Streit, nachdem Sally versehentlich in einem Handgemenge getötet und wieder zum Geist wurde. Josh erklärt das WG Experiment für gescheitert und zieht aus. Sally trennt sich von Aidan.
Da sich aus ihrer Sicht alles falsch einwickelt habe, beschließt sie, in ihre eigene Zeit zurückzukehren. Sie sucht Donna auf, die einen Zauber findet, der sie in ihre alte Zeit zurückbringt. Vorher verabschiedet sich Sally jedoch von Aidan, der sie bittet, den Aidan in ihrer Zeit an die Liebesbeziehung zwischen ihnen zu erinnern.
Wenig später werden Aidan und Sally auch in dieser Zeit ein Paar. Außerdem taucht Lil Smokie plötzlich als Geist in Sallys Haus auf. Aidan, Josh und Sally erfahren, dass sie Ramona heißt, eine Zwillingsschwester von Beatrice Benson ist und tatsächlich bei dem Ritual gestorben ist, das Sally bei ihrer Zeitreise beobachtet hatte. Währenddessen taucht Sallys Bruder plötzlich im Haus auf. Er möchte dieses verkaufen. Jedoch wird er wenig später von Ramona getötet und wird zum Geist. Sally möchte Robbie in einen Menschen zurück verwandeln. Robbie flieht jedoch vor ihr und kommt nicht mehr zurück. Schließlich müssen auch Sally, Aidan und Josh erkennen, dass Ramona kein Geist ist. Sie wurde dem Dämon Paimon geopfert, wodurch ihre Persönlichkeit stark beeinflusst wurde. Sally erklärt, dass Ramona das personifizierte Böse des Hauses sei. So müssen Sally, Josh, Nora und Aidan schließlich gegen Ramona kämpfen. Um Aidan zu retten, macht Sally diesen zum Menschen. Jedoch verschwindet sie daraufhin endgültig von der Erde. Aidan opfert sich schließlich im Kampf gegen Ramona und reißt diese mit sich in den Tod. Es erscheint eine Tür ins Jenseits. Hinter dieser steht Sally und erwartet ihn. Die beiden küssen sich, verabschieden sich von Nora und Josh und gehen ins Jenseits hinüber. Einige Jahre später haben Josh und Nora zwei kleine Kinder. Ein Mädchen namens Sally und einen Jungen namens Aidan. Jedoch bleibt das Schicksal der Nebencharaktere (wie beispielsweise Sallys Bruder Robbie, Bridget, Joshs Schwester Emily) am Ende offen.

## Besetzung
Die Synchronisation der Serie wurde bei der RRP Media nach Dialogbüchern von Thomas Maria Lehmann unter der Dialogregie von Jörg Heybrock (Staffel 1), Ursula Hugo und Matthias Müntefering (Staffel 2 bis 4) erstellt.

### Hauptbesetzung
| Rollenname               | Schauspieler    | Bild                   | Hauptrolle (Folge) | Nebenrolle (Folge)           | Synchronsprecher |
| ------------------------ | --------------- | ---------------------- | ------------------ | ---------------------------- | ---------------- |
| Ian Daniel „Aidan“ Waite | Sam Witwer      | Sam Witwer (2013)      | 1.01–4.13          |                              | Sebastian Schulz |
| Joshua „Josh“ Levison    | Sam Huntington  | Sam Huntington (2011)  | 1.01–4.13          |                              | Dirk Stollberg   |
| Sally Malik              | Meaghan Rath    | Meaghan Rath (2012)    | 1.01–4.13          |                              | Sonja Spuhl      |
| James Bishop             | Mark Pellegrino | Mark Pellegrino (2010) | 1.01–1.13          | 2.06, 3.01, 3.06, 4.02, 4.09 | Peter Flechtner  |
| Suren                    | Dichen Lachman  | Dichen Lachman (2009)  | 2.02–2.13          |                              | Ursula Hugo      |
| Nora Sergeant            | Kristen Hager   | Kristen Hager (2013)   | 3.01–4.13          | 1.04–2.13                    | Manja Doering    |

### Nebenbesetzung
| Rollenname      | Schauspieler       | Staffel | Synchronsprecher    |
| --------------- | ------------------ | ------- | ------------------- |
| Rebecca Flynt   | Sarah Allen        | 1       | Isabelle Schmidt    |
| Danny Angeli    | Gianpaolo Venuta   | 1–4     | Jan Makino          |
| Marcus Damnian  | Vincent Leclerc    | 1       | Thomas Nero Wolff   |
| Emily Levison   | Alison Louder      | 1–4     | Marie-Luise Schramm |
| Ray             | Andreas Apergis    | 1–4     |                     |
| Nick Fenn       | Pat Kiely          | 1–3     | Julius Jellinek     |
| Hegeman         | Terry Kinney       | 1–2     |                     |
| Stevie Adkins   | Robert Naylor      | 2–3     |                     |
| Mutter          | Deena Aziz         | 2       |                     |
| Julia           | Natalie Brown      | 2       | Schaukje Könning    |
| Zoe Gonzales    | Susanna Fournier   | 2–4     |                     |
| Connor McLean   | Jon Cor            | 2       | Karlo Hackenberger  |
| Brynn McLean    | Tracy Spiridakos   | 2       | Julia Stoepel       |
| Henry Durham    | Kyle Schmid        | 2–3     | Norman Matt         |
| Reaper/Scott    | Dusan Dukic        | 2       |                     |
| Donna Gilchrist | Amy Aquino         | 3–4     |                     |
| Liam McLean     | Xander Berkeley    | 3       | Erich Räuker        |
| Erin Shephard   | Lydia Doesburg     | 3       |                     |
| Max             | Bobby Campo        | 3       |                     |
| Kenny           | Connor Price       | 3–4     | Jannick Beeck       |
| Kat             | Deanna Russo       | 3–4     |                     |
| Robbie Malik    | Jesse Rath         | 3–4     |                     |
| Suzanna Waite   | Katharine Isabelle | 3–4     |                     |

## Ausstrahlung

### Vereinigte Staaten
Die Erstausstrahlung der ersten Staffel wurde vom 17. Januar bis zum 11. April 2011 auf dem US-amerikanischen Fernsehsender Syfy gesendet. Die Erstausstrahlung der zweiten Staffel begann am 16. Januar 2012. Im Februar 2012 gab der Sender die Verlängerung um eine dritte Staffel bekannt, welche vom 14. Januar 2013 bis zum 8. April 2013 ausgestrahlt wurde. Im April 2013 verlängerte Syfy die Serie um eine vierte Staffel mit 13 Episoden, deren Ausstrahlung am 13. Januar 2014 begann. Ende Februar 2014 entschied sich Syfy dazu, die Serie nach der vierten Staffel zu beenden. Das Serienfinale wurde am 7. April 2014 gezeigt.

### Deutschland und Österreich
Die deutschen Ausstrahlungsrechte sicherte sich im Juli 2011 ProSiebenSat.1 Media, die von August bis November 2012 die erste Staffel der Serie auf dem Sender sixx ausstrahlte. Die deutschsprachige Erstausstrahlung der ersten Staffel war bereits ab dem 5. Januar 2012 auf dem österreichischen Sender ATV erfolgt.
Die Ausstrahlung der zweiten Staffel begann am 1. August 2013 gleichzeitig bei sixx und dem deutschen Pay-TV-Sender Syfy. Syfy begann mit der Ausstrahlung der dritten Staffel am 1. Oktober 2013 und beendete diese am 10. Oktober 2013, sixx am 24. Oktober.
Syfy begann mit der Ausstrahlung der vierten Staffel am 10. Oktober 2014 als Deutschlandpremiere und beendete diese am 20. Oktober 2014. Der Sender SIXX soll sie ab dem 14. November 2014 ausstrahlen.

## Einflüsse des britischen Originals
In der britischen Version haben die Figuren andere Namen. Sie heißen Mitchell (Aidan), Annie (Sally), George (Josh) und Nina (Nora). Der Name des Syfy Vampirs Aidan stammt jedoch vom Darsteller des Vampirs Mitchell, der Aidan Turner heißt. Die Hauptfiguren ähneln denen der britischen Serie sehr. Sie haben mit denselben Problemen zu kämpfen und weisen vergleichbare Charakterzüge auf. Auch die erste Staffel der Syfy Serie ähnelt der britischen Serie. Es gibt ähnliche Figuren und Geschichten. Die Geschichten sind trotzdem nicht ganz so wie im britischen Original, so gehen sie zum Teil anders aus. Ab der zweiten Staffel geht die amerikanische Serie komplett andere Wege und orientiert sich nicht mehr an den Handlungen der britischen Serie. Während die Syfy Serie nach der vierten Staffel endete, wurde die britische Serie nach fünf Staffeln beendet.

## DVD-Veröffentlichung
Vereinigte Staaten
- Staffel 1 erschien am 15. November 2011
- Staffel 2 erschien am 1. Januar 2013
- Staffel 3 erschien am 7. Januar 2014

Deutschland
- Staffel 1 erschien am 18. Oktober 2012
- Staffel 2 erschien am 5. November 2013
- Staffel 3 erschien am 15. Januar 2015